# Charles Nicholl
Charles Nicholl est un auteur anglais spécialisé dans les ouvrages d'histoire, les biographies, et les récits de voyage. Parmi ses sujets de spécialité figurent Christopher Marlowe, Arthur Rimbaud, Léonard de Vinci, Thomas Nashe et William Shakespeare . 
Outre sa production littéraire, Nicholl a également présenté des programmes documentaires à la télévision. En 1974, il remporta le Sunday Times Young Writer Award pour son récit d'un trip sous LSD intitulé The Ups and The Downs. 
Nicholl a étudié au King's College de Cambridge et est membre de la Royal Society of Literature. Il a donné des conférences en Grande-Bretagne, en Italie et aux États-Unis. Il vit à Lucchesia en Italie avec sa femme et ses enfants,. 

## Publications
- A Cup of News – une biographie de Thomas Nashe
- The Reckoning: The Murder of Christopher Marlowe (1992)
- Somebody Else: Arthur Rimbaud in Africa (1998)
- Leonardo da Vinci: Flights of the Mind
- The Lodger: Shakespeare on Silver Street
- The Fruit Palace
- Borderlines (1988)